# Artisto (застосунок)
Artisto — застосунок для художньої обробки відео і фото на основі алгоритмів нейронних мереж, створений у 2016 році фахівцями з машинного навчання Mail.Ru Group.
Нині програма працює з відеороликами довжиною не більше 10 секунд і надає користувачеві 21 фільтр, серед яких є фільтри, засновані на творчості відомих художників (Blue-Dream — Пабло Пікассо), тематичні (Rio-2016 — присвячений Олімпійських ігор 2016 року в Ріо-де-Жанейро) та інші. Застосунок працює з готовими відео, а також із записаними за допомогою самого застосунку.

## Історія
Вперше інформація про програму з'явилася на особистій сторінці Анни Артамонової — віцепрезидента Mail.ru Group 29 липня 2016 року. На момент публікації повідомлення, була доступна версія тільки для пристроїв, що працюють на Android. За словами Ганни, розроблення першої версії програми зайняло всього 8 днів. Пізніше, 31 липня застосунок з'явився в AppStore для безкоштовного скачування.
На момент виходу і донині, Artisto є єдиним у світі мобільним застосунком, що забезпечує можливість художньої обробки відеороликів на основі алгоритмів нейронних мереж. Подібний функціонал найближчим часом обіцяють реалізувати розробники програми Prisma.
Застосунок швидко отримав визнання і почав активно використовуватися як брендами (наприклад, корейська автомобілебудівна компанія Kia Motors), так і популярними співаками і музикантами.
За даними незалежної системи аналітики App Annie, протягом перших двох тижнів на ринку, застосунок увійшов у ТОП найбільш скачуваних у дев'яти країнах.
Наприкінці серпня 2016 року вийшло оновлення, в якому користувачі отримали можливість створювати короткі зациклені відео (аналогічно програмі Boomerang) і також накладати на них фільтри вибору.
Останнє оновлення програми додало можливість редагувати не тільки відео, але й окремі світлини.

## Технологія
Уперше про перенесення стилю з картин відомих художників на звичайні фотографії заговорили у вересні 2015 року після виходу статті Леона Гатіса «A Neural Algorithm of Artistic Style», в якій він докладно описав алгоритм. Його істотним недоліком є повільна швидкість роботи, яка вимірюється десятками секунд у залежності від налаштувань алгоритму.
У березні 2016 року вийшла стаття російського дослідника Дмитра Ульянова, який придумав, як прискорити генерацію стилізованої картинки за рахунок навчання додаткової нейронної мережі-генератора. За допомогою цього підходу можна домогтися генерації стилізованого зображення за десятки мілісекунд. Через 17 днів після виходу статті Ульянова вийшла стаття Джастіна Джонсана з ідентичною ідеєю, відмінність лише в структурі мережі-генератора.
Застосунок Artisto створено на основі цих open-source технологій, які в процесі розробки були вдосконалені фахівцями з машинного навчання Mail.Ru Group для прискорення обробки відео і поліпшення його якості.